# Sigfrith
Sigfrith, Sigefrith ou Sigfrid est un moine anglo-saxon mort le 22 août 688. Il est le troisième abbé de Wearmouth, en Northumbrie.

## Biographie
Diacre à l'abbaye de Wearmouth-Jarrow, en Northumbrie, Sigfrith est élu abbé du monastère Saint-Pierre de Wearmouth vers 686, après la mort d'Eosterwine, alors que le fondateur de l'abbaye, Benoît Biscop, effectue un pèlerinage à Rome. Cette élection est approuvée par Ceolfrith, qui dirige le monastère voisin de Saint-Pierre de Jarrow. À son retour, Benoît confirme l'élection de Sigfrith et se consacre à ses études et à la prière.
Sigfrith souffre d'une maladie pulmonaire. Il finit par en mourir le 22 août 688 ou 689. Benoît, lui-même victime d'une maladie incurable, nomme Ceolfrith pour lui succéder à la tête des deux monastères de Wearmouth et de Jarrow avant sa propre mort, le 12 janvier de l'année suivante.
Après sa mort, Sigfrith est considéré comme saint par la communauté de Wearmouth-Jarrow. Sous l'abbatiat de Hwætberht, ses restes et ceux de son prédécesseur Eosterwine sont transférés sous le grand autel de Wearmouth, auprès de ceux de Benoît Biscop.